# Знаменка (Большеболдинский район)
Знаменка — село в Большеболдинском районе Нижегородской области России. Входит в состав Большеболдинского сельсовета. В селе есть церковь Святого Николая, построенная в 1848 году и отреставрированная в 2021 году.

## География
Село находится в юго-восточной части Нижегородской области, в зоне хвойно-широколиственных лесов, на правом берегу реки Сали, на расстоянии приблизительно 3 километров (по прямой) к северо-востоку от села Большое Болдино, административного центра района.
Климат
Климат характеризуется как умеренно континентальный, с тёплым летом и умеренно холодной многоснежной зимой. Среднегодовая температура — 3,9 °C. Средняя температура воздуха самого тёплого месяца (июля) — 19,2 °C (абсолютный максимум — 39 °C); самого холодного (января) — −12,3 °C (абсолютный минимум — −44 °C). Среднегодовое количество атмосферных осадков составляет около 516 мм, из которых 361 мм выпадает в период с апреля по октябрь. Снежный покров устанавливается, как правило, в конце октября — ноябре и держится в среднем 144 дня.
Часовой пояс
Село Знаменка, как и вся Нижегородская область, находится в часовой зоне МСК (московское время). Смещение применяемого времени относительно UTC составляет +3:00.

## Население
| 1999 | 2002 | 2010 |
| ---- | ---- | ---- |
| 76   | ↗80  | ↘73  |

Национальный состав
Согласно результатам переписи 2002 года, в национальной структуре населения русские составляли 94 % из 80 чел.